# Campylopus angustiretis
Campylopus angustiretis är en bladmossart som beskrevs av Lesquereux och T. P. James 1884. Campylopus angustiretis ingår i släktet nervmossor, och familjen Dicranaceae. Inga underarter finns listade i Catalogue of Life.